# Roumanie aux Jeux olympiques d'été de 2004
La Roumanie participe aux Jeux olympiques d'été de 2004 à Athènes. Il s'agit de sa 18e participation à des Jeux d'été.  La délégation est composée de 108 athlètes dont 50 hommes et 58 femmes engagés dans 16 sports.

## Médaillés roumains
- Or
  - Cătălina Ponor - Gymnastique, sol femmes
  - Cătălina Ponor - Gymnastique, poutre femmes
  - Monica Roşu - Gymnastique, saut de cheval femms
  - Oana Ban, Alexandra Eremia, Cătălina Ponor, Monica Roşu, Nicoleta Daniela Șofronie et Silvia Stroescu - Gymnastique, concours général artistique par équipes femmes
  - Aurica Bărăscu, Georgeta Damian, Rodica Florea, Liliana Gafencu, Elena Georgescu, Doina Ignat, Elisabeta Lipă, Ioana Papuc et Viorica Susanu - Aviron, huit barré femmes
  - Georgeta Damian, Viorica Susanu - Aviron, deux sans barreur femmes
  - Angela Alupei, Constanța Burcică - Aviron, deux de couple poids léger
  - Camelia Potec - Natation, 200 m nage libre

- Argent
  - Marian Oprea - Athlétisme, triple saut hommes
  - Ionea Târlea-Manolache - Athlétisme, 400 m haies femmes
  - Marian Drăgulescu - Gymnastique, sol hommes
  - Marius Urzică - Gymnastique, cheval d'arçcon
  - Nicoleta Daniela Șofronie - Gymnastique, sol femmes

- Bronze
  - Maria Cioncan - Athlétisme, 1500 m femmes
  - Marian Drăgulescu - Gymnastique, saut de cheval
  - Ionuţ Gheorghe - Boxe, super-légers hommes
  - Marian Drăgulescu, Ilie Daniel Popescu, Dan Nicolae Potra, Răzvan Dorin Șelariu, Ioan Silviu Suciu et Marius Urzică - Gymnastique, concours général artistique hommes
  - Alexandra Eremia - Gymnastique, poutre femmes
  - Răzvan Florea - Natation, 200 m dos hommes